# Лопатодзьоб північний
Лопатодзьоб північний (Platyrinchus cancrominus) — вид горобцеподібних птахів родини тиранових (Tyrannidae). Мешкає в Мексиці і Центральній Америці.

## Опис
Довжина птаха становить 9,5 см, вага 12 г. Голова і верхня частина тіла коричневі, горло біле, живіт жовтуватий. у самиць живіт може бути коричневим. Хвіст короткий, коричневий. Над очима ідуть помітні жовтуваті смуги. Чуб відсутній. Дзьоб широкий, плаский, темний, знизу світліший, лапи рожевуваті.

## Поширення і екологія
Північні лопатодзьоби мешкають на південному сході Мексики (південний Веракрус, Оахака, Табаско, Чіапас, півострів Юкатан), в Белізі, Гватемалі, Сальвадорі, Гондурасі, Нікарагуа і на заході Коста-Рики, також спостерігалися на північному заході Панами (Бокас-дель-Торо). Вони живуть в нижньому і середньому ярусі вологих і сухих тропічних лісів. Зустрічаються поодинці або парами, переважно на висоті до 1300 м над рівнем моря, в Мексиці місцями на висоті до 1500 м над рівнем моря. Часто приєднуються до змішаних зграй птахів. Живляться плодами, насінням і комахами, зокрема мурахами і жуками. Гнізда чашоподібні або конусоподібні, глибокі, робляться з трави і рослинних волокон.